# Praterschütz
Praterschütz ist ein Stadtteil der sächsischen Stadt Nossen im Landkreis Meißen. Im Jahr 1268 ersterwähnt, gehörte er von 1993 bis 2014 zu Leuben-Schleinitz, wurde aber bereits 1935 nach Pröda eingemeindet. Seit 2014 gehört es als Ortsteil zur Stadt Nossen.

## Geographie
Praterschütz ist etwa elf Kilometer westlich der Kreisstadt Meißen und sechs Kilometer südlich der Stadt Lommatzsch gelegen. Der Ort liegt auf rund 200 m ü. NN in der Lommatzscher Pflege, einer Hügellandschaft links der Elbe zwischen Meißen und Riesa mit Lommatzsch als Zentrum. Praterschütz befindet sich im Westen des Landkreises an der Grenze zum Landkreis Mittelsachsen. Der Ort liegt auf einer Hochfläche zwischen drei Bächen: dem Abendbach im Süden, der in den östlich an Praterschütz vorbeifließenden Stahnaer Bach mündet. Westlich des Dorfes fließt der Markritzer Bach Richtung Norden und mündet bei Lossen in das Dreißiger Wasser, in das auch der Stahnaer Bach fließt. Über den Ketzerbach mündet das System bei Zehren in die Elbe.
Das Dorf Praterschütz befindet sich an der Kreuzung zweier Kreisstraßen, der K 8078 Richtung Döbeln und Lommatzsch sowie der K 8079 in den Nachbarort Mutzschwitz. Über die Kreisstraße nach Döbeln ist der Anschluss an die Bundesstraße 175 und die Bundesautobahn 14 möglich. Das von landwirtschaftlich genutzten Flächen umgebene Praterschütz besteht aus mehreren Bauernhöfen und einigen einzeln stehenden Wohnhäusern. Der Ort bildet eine eigene Ortsgemarkung, die im Norden an Badersen grenzt. Nordöstlich benachbart sind die Gemarkungen Pröda/Schl. und Dobschütz. Im Südosten grenzt Mutzschwitz an die Praterschützer Gemarkung an, im Süden verbindet sie ein kurzes Grenzstück mit Stahna. Westlich sind zudem Abend (alle zu Nossen) und Markritz gelegen, nordwestlicher Nachbarort ist Gödelitz (beide zu Döbeln im Landkreis Mittelsachsen).

## Geschichte
| Jahr    | Einwohner |
| ------- | --------- |
| 1834    | 90        |
| 1871    | 100       |
| 1890    | 91        |
| 1910    | 104       |
| 1925    | 111       |
| → Pröda |           |

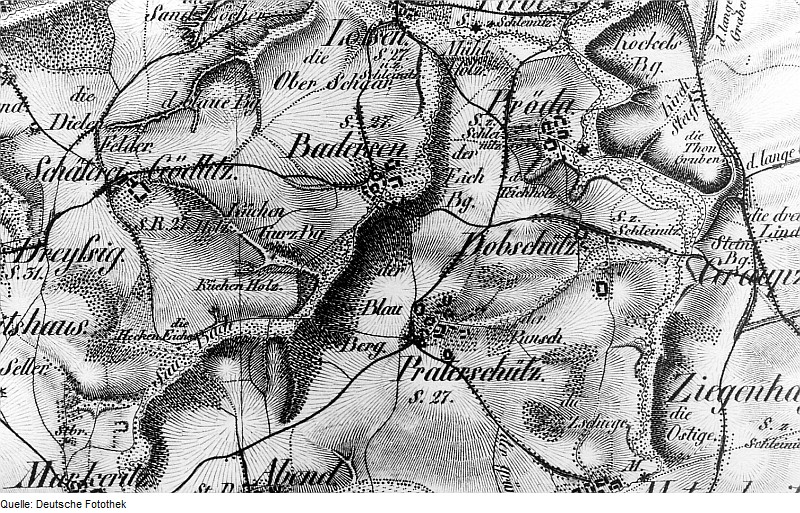
Praterschütz (untere Mitte) und Umgebung im Oberreit’schen Atlas, vor 1843

Praterschütz wurde erstmals im Jahr 1268 als Braterswitz erwähnt. Der Ortsname stammt von dem altsorbischen Namen Bratros ab. In das Jahr 1334 fiel die Erwähnung von Braterswicz, im Jahr 1491 wurde Braterschitz überliefert. Eine andere Namensvariante stammt aus dem Jahr 1547, als Bratersch erwähnt wurde. Im Jahr 1724 war sogar nur Praters ein geläufiger Ortsname.
In der Frühen Neuzeit wurde Praterschütz von Meißen aus verwaltet. So gehörte der Ort im 14. Jahrhundert zur Supanie Gödelitz im Castrum Meißen und Mitte des 16. Jahrhunderts zum Erbamt Meißen. In der Mitte des 19. Jahrhunderts war Praterschütz zum Amt Meißen und ab 1856 zum Gerichtsamt Lommatzsch gehörig. Ab dem Jahr 1875 oblag die Verwaltung dann der Amtshauptmannschaft Meißen. Bevor Praterschütz 1838 durch die Sächsische Landgemeindeordnung Eigenständigkeit als Landgemeinde erhielt, war der Ort durch das Lehnswesen geprägt. Das Rittergut Hof übte 1552 die Grundherrschaft über sechs besessene Mann und zwölf Inwohner aus, die 15 Hufen Land bewirtschafteten. Im 17. Jahrhundert waren die Herren zu Graupzig Grundherren. Nach dem Ende des Siebenjährigen Krieges (1756–1763) hatte das Rittergut Gödelitz die Grundherrschaft über sieben besessene Mann, einen Gärtner und vier Häusler auf acht Hufen inne.
Im Jahr 1900 erstreckte sich um den Bauernweiler Praterschütz eine 173 Hektar große Block- und Streifenflur, die von der Bevölkerung des Dorfes landwirtschaftlich genutzt wurde. Zwischen der Mitte des 19. und des 20. Jahrhunderts lebten im Schnitt etwa 100 Menschen im Dorf: 1834 waren es 90, 1871 waren es 100, im Jahr 1890 91. Im Jahr 1925 lebten 111 Menschen in Praterschütz, von denen 107 der evangelisch-lutherischen Kirchgemeinde in Leuben angehörten. Die übrigen vier Bewohner Praterschützs waren katholisch. Schon im 16. Jahrhundert war der Ort in die Leubener Kirche gepfarrt, davor im 14. Jahrhundert nach Rüsseina. Heute zählt Praterschütz mit den umliegenden Dörfern zur Kirchgemeinde Leuben-Ziegenhain-Planitz.
Am 1. November 1935 endete die 1838 erlangte kommunale Eigenständigkeit von Praterschütz wieder, der Ort wurde in den Nachbarort Pröda eingemeindet. Am selben Datum wurden auch Badersen und Dobschütz Teil Prödas. Zusammen kamen diese Orte nach dem Zweiten Weltkrieg in die Sowjetische Besatzungszone und später zur DDR. Am 1. Juli 1950 erfolgte die Eingliederung der Gemeinde Pröda mit ihren Ortsteilen nach Schleinitz. Die historisch gewachsene Zugehörigkeit zu Meißen blieb auch nach der Gebietsreform 1952 erhalten, die Schleinitz mit seinen Ortsteilen dem Kreis Meißen im Bezirk Dresden zuordnete. Das bäuerliche Leben in Praterschütz wurde nun nach dem Prinzip der Landwirtschaft in der DDR ausgerichtet.
Nach der Deutschen Wiedervereinigung kam Praterschütz zum wiedergegründeten Freistaat Sachsen. Da die Gemeinde Schleinitz mit ihren etwas mehr als 700 Einwohnern zu klein war, um weiterhin eigenständig bleiben zu können, schloss sie sich mit Wirkung zum 1. Januar 1993 mit Leuben und seinen Ortsteilen zu Leuben-Schleinitz zusammen. Die folgenden Gebietsreformen in Sachsen ordneten Leuben-Schleinitz 1996 dem Landkreis Meißen-Radebeul und 2008 dem Landkreis Meißen zu. Mit der Eingliederung von Leuben-Schleinitz in die Stadt Nossen zum 1. Januar 2014 wurde Praterschütz ein Ortsteil dieser Stadt.